# مقبره صخره‌ای دره خان
مقبره صخره‌ای دره خان مربوط به هزاره اول قبل از میلاد است و در اورمیه، دره شهدا، ابتدای معبر خان دره سی واقع شده و این اثر در تاریخ ۲۷ مرداد ۱۳۶۴ با شمارهٔ ثبت ۱۶۸۶ به‌عنوان یکی از آثار ملی ایران به ثبت رسیده است.